# 金所街道
金所街道是中华人民共和国云南省昆明市寻甸回族彝族自治县下辖的一个街道办事处。

## 行政区划
金所街道下辖以下村级行政区划单位：
金所村、泽铁村、竹沟村、张所村、小多姑村、天生桥村、草海子村、摆宰村、清海村和新田村。